# Aketza Peña
Aketza Peña Iza (Zalla, 4 marzo 1981) è un ex ciclista su strada ed ex ciclocrossista spagnolo di origine basca.

## Carriera
Nel maggio del 2007 è risultato positivo al nandrolone in seguito ad un controllo antidoping effettuato durante il Giro del Trentino del mese precedente, venendo così squalificato per due anni; tuttavia nel 2008 il TAS ha scagionato Peña dalle accuse di doping, riconoscendo delle irregolarità commesse nelle analisi dal laboratorio di Atene.

## Piazzamenti

### Grandi Giri
- Giro d'Italia

2007: ritirato (17ª tappa)
- Vuelta a España

2005: 96º
2006: 52º

### Classiche monumento
- Milano-Sanremo

2007: 150º
- Giro delle Fiandre

2004: ritirato
2005: 60º
- Parigi-Roubaix

2005: ritirato
- Giro di Lombardia

2005: ritirato